# Euodynerus leucomelas
Euodynerus leucomelas är en stekelart som först beskrevs av Henri Saussure 1856.  Euodynerus leucomelas ingår i släktet kamgetingar, och familjen Eumenidae. Utöver nominatformen finns också underarten E. l. oregonensis.